# حميد شيت شيان
حميد تشيت تشيان (لغة فارسية/لغة أذرية: حمید چیت‌چیان، من مواليد 1957) هو سياسي إيراني ورئيس الاستخبارات السابق. يشغل منصب وزير الطاقة في حكومة حسن روحاني منذ 15 أغسطس 2013.

## نشأته
ولد حميد شيد شيان بإيران بتبريز حوالي سنة 1957.